# Corvo PPDS
Le Corvo PPDS est un drone australien en usage chez les forces spéciales ukrainiennes.

## Usages
Il a été conçu pour des missions d'attaque au sol, d'observation, de reconnaissance, de transport de fret, de recherche et de sauvetage (SAR Search And Rescue).
Il est connu pour avoir frappé l'Aéroport de Koursk fin août 2023,,.

### Pays utilisateurs
- Australie : Armée de terre australienne.
- Ukraine : Armée de terre ukrainienne.

## Caractéristiques
- Équipage : Aucun
- Rayon d'action : 120 km

Il est en carton ce qui le rend difficilement détectable par les radars.